# Kim Haki
Kim Ha-ki (en hangeul: 김하기) est un écrivain sud-coréen et ex-prisonnier politique. 

## Biographie
Kim Ha-ki est né le 24 juin 1958 à Ulsan, dans la province de Gyeongsangnam-do, en Corée du Sud. Il a fréquenté l'université nationale de Pusan, et participé ensuite au mouvement des étudiants, ce qui lui a valu d'être arrêté en 1980 pour avoir prostesté contre la loi martiale. Impliqué dans l'Affaire Burim, il fut condamné à 10 ans de prison, mais il fut finalement libéré en 1988.

## Œuvre
Après sa libération de prison, Kim Ha-ki devient un écrivain à part entière à la suite de la publication de Un jeune homme est en prison (Han jeolmeuniga gacheo itda), recueil de poésies et de lettres qu'il a écrites durant son séjour en prison. En 1987, son récit Une tombe vivante (Sara innuen mudeom) est publié dans la revue Création et critique(Changjakgwa bipyeong) ; ensuite, sa nouvelle Une rencontre complète (Wanjeonhan mannam) lui permet de remporter le prix littéraire La Réunification Im Su-gyeong et en 1992 il reçoit le prix de la création Shing Dong-yeop pour sa dixième édition. Certains critiques ont reproché à ses récits d'être trop "schématiques",: il a pourtant décrit mieux que quiconque la situation et le problème des prisonniers politiques durant la période dictatoriale en Corée du Sud.

### Recueil de poèmes
- 한 젊은이가 갇혀 있다 Un jeune homme est en prison, où figure Une tombe vivante (1988)

### Essai
- 창작과 비평 Création et critique (1989)

### Romans
- 완전한 만남 Une rencontre complète (1990)
- 은행나무 사랑 Un amour de ginkgo (1996)
- 복사꽃 그 자리 Là où il y avait des fleurs de pêcher (2002)

### Recueil de nouvelles
- 항로 없는 비행 Un avion sans trajet aérien (1993)
- 식민지소년 Un jeune garçon d'un pays colonisé (2007)

## Distinctions
- Prix littéraire La Réunification Im Su-gyeong (1989)
- Prix de la création Shing Dong-yeop (1992)